# يان بيكر (مصور سينمائي)
يان بيكر (بالإنجليزية: Ian Baker)‏ هو مصور سينمائي أسترالي، ولد في 1947 في ملبورن في أستراليا.

## وصلات خارجية
- يان بيكر على موقع IMDb (الإنجليزية)
- يان بيكر على موقع ألو سيني (الفرنسية)
- يان بيكر على موقع أول موفي (الإنجليزية)
- يان بيكر على موقع بوكس أوفيس موجو (الإنجليزية)
- يان بيكر على موقع قاعدة بيانات الأفلام السويدية (السويدية)
- يان بيكر على موقع قاعدة بيانات الفيلم (الإنجليزية)
- يان بيكر على موقع كينوبويسك (الروسية)